# Ægteskabets Skole
Ægteskabets Skole er en tysk stumfilm fra 1917 af Rudolf Biebrach.

## Medvirkende
- Henny Porten som Luise Rohrbach
- Emil Jannings som Wilhelm Rohrbach
- Ludwig Trautmann som Rechtsanwalt Rütling
- Rudolf Biebrach
- Klara Berger